# Риччи Битти, Франческо
Франческо Риччи Битти (итал. Francesco Ricci-Bitti ; род. 15 января 1942 года в Болонье, Италия) — итальянский теннисист, член сборной Италии по теннису, спортивный менеджер, доктор наук. С 1999 по 2015 год президент Международной федерации тенниса. Президент АЛОМФ с 2013 года.

## Биография
Франческо родился в Болонье 15 января 1942 года, изучал электротехнику в Болонском университете. Имеет степень доктора в области электронной инженерии Болонского университета и степень магистра делового администрирования бизнес-школы Института исследований в области управления в Милане.
В 1960 году он стал членом итальянской юношеской команды по теннису и выигрывал чемпионаты среди итальянских университетов по теннису (1962, 1964, 1965). С 1964 по 1971 годы участвовал в международных соревнованиях по теннису и был членом сборной Италии по теннису (1970—1971). В 1981 году стал чемпионом Италии по теннису в смешанном парном разряде.
За свою карьеру он работал в таких компаниях, как Philips, GTE, Olivetti, Alcatel и Telecom Italia.
Он также преуспел в карьере спортивного чиновника, занимая различные административные должности. С 1977 по 1997 год он был председателем и членом комитета юношеских соревнований Tennis Europe. Он был делегатом на Летних Олимпийских играх 1984 года в Лос-Анджелесе, США. С 1993 по 1999 год был президентом соревнований Tennis Europe. В 1997 году избран членом совета Национального олимпийского комитета Италии, а также президент Федерации тенниса Италии, занимая эти посты до 1999 года. В 1999 году становится арбитром Спортивного арбитражного суда. С 2001 года входит в совет Всемирного антидопингового агентства. С 2006 по 2012 год был членом исполнительного совета Национального олимпийского комитета Италии. С 2008 года член исполнительного комитета Всемирного антидопингового агентства.

## Международная федерация тенниса
С 1977 по 1997 год Франческо Рикки Битти был председателем и членом комитетов молодёжных соревнований под эгидой Международной федерации тенниса, а также членом совета МФТ с 1987 по 1997 год. Он был представителем МФТ на Летних олимпийских играх 1992 года и Летних олимпийских играх 1996 года. В 1999 году избран президентом МФТ и занимал этот пост до 2015 года.
В ноябре 2013 года, после того как Федерация тенниса Туниса была отстранена от соревнований Кубка Дэвиса 2014 года, когда федерация приказала тунисскому игроку Малику Джазири не соревноваться с израильским игроком Амиром Вайнтраубом во время открытого чемпионата Tashkent Challenger 2013 года, Франческо Рикки Битти заявил: «В спорте или в обществе нет места предрассудкам любого рода».

## Ассоциация федераций летних олимпийских игр
С 2001 по 2009 год Франческо был членом совета Ассоциации федераций летних олимпийских игр, а затем стал президентом этой организации.